# Nenagh
Nenagh (Irsk: An tAonach) er en irsk by i County Tipperary i provinsen Munster, i den sydvestlige del af Republikken Irland med en befolkning (inkl. opland) på 7,751 indb i 2006 (6,454 i 2002) 